# کنایسل

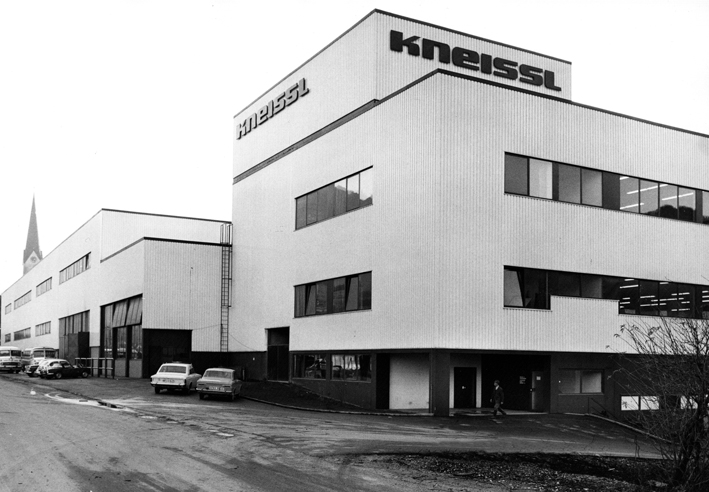
ساختمانی از شرکت کنایسل در سال ۱۹۶۹

کنایسل (انگلیسی: Kneissl) شرکت تجهیزات ورزشی اتریشی است، که در سال ۱۸۶۱ تأسیس شد.